# Луганський обласний художній музей
Луганський обласний художній музей — обласний художній музей у місті Луганську; культурно-просвітницький осередок міста.

## Загальні дані
Луганський обласний художній музей розташований у історичному двоповерховому приміщенні за адресою:
вул. Поштова, буд. 3, м. Луганськ—91055, Україна.
Будинок музею, споруджений 1876 року, був наприкінці XIX — на початку ХХ століть будинком Вендеровичів, відомих луганських промисловців та купців, але пізніше зазнав руйнацій та подальших (усередині XX століття) реконструкцій, змінившись у результаті в порівнянні з первинним виглядом до невпізнаваності.
Експозиції відкриті щодня з 09:00 до 17:00, крім понеділка та вівторка.
На правах філіалу Луганського обласного художнього музею працює також художня галерея (виставкова зала Спілки художників) за адресою: вул. Шевченка, буд. 4.
Директор музею — заслужений працівник культури України Борщенко Лідія Михайлівна, головний зберігач — Анікіна Ганна Олександрівна.

## З історії музею
Колекція Луганського обласного художнього музею почала формуватися в січні 1920 року, і вже у 1924 році нараховувала понад 1000 експонатів. Її основу склали картини, меблі, порцеляна, вироби з бронзи, давньогрецький посуд, привезені з Москви, Харкова і Одеси.
1924 року музей було реорганізовано, він отримав назву «Соціальний музей Донбасу». Пізніше його перетворили на краєзнавчий музей.
Дивіться більш докладно: Історія Луганського краєзнавчого музею.
Коли почалася Німецько-радянська війна (1941), фонди краєзнавчого музею не встигли вивезти, тому більшість експонатів була втрачена. З усієї довоєнної художньої колекції до сьогодні збереглося лише 20 мальовничих творів.
У липні 1944 року місцева адміністрація прийняла постанову про організацію у тодішньому Ворошиловграді музею образотворчого мистецтва. Спочатку музей не мав постійного приміщення, його експонати виставлялися в клубах міста й області на пересувних виставках.
До відкриття стаціонарної експозиції фонди укомплектовувалися в основному з музеїв і колекцій інших міст. 1947 року ряд творів надійшло з Києва, що було початком надходжень музею.
У 1951 році сталась значна подія в історії закладу та культурного життя Луганська — художній музей отримав постійне приміщення в історичному будинку на вулиці Поштовій.
Надалі чимало сучасних вітчизняних митців передавали свої найкращі роботи до музею.
У теперішній час (2000-ні) Луганський обласний художній музей є значним культурним та освітньо-науковим осередком міста і країни. Співробітники музею постійно публікують свої розвідки, здійснюють просвітницьку роботу.

## Фонди та експозиція
Нині у фондах Луганського обласного художнього музею зберігається близько 9 тисяч творів вітчизняного і закордонного мистецтва XVI—XX століть, у тому числі близько 2 тисяч експонатів сучасного образотворчого і прикладного мистецтва Луганщини.
Перенесення акценту в збиральницькій діяльності музею на сучасне мистецтво України допомогло за короткий час майже вдвічі збільшити колекцію майстрів живопису, скульптури, графіки, прикладного мистецтва Луганщини. Серед них — представники нової генерації В. В. Козлов (молодший), С. Н. Кондрашов, В. І. Панич, Г. Л. Писарєв, В. Г. Скубак, О. Л. Щиголєв, Ростислав Звягінцев.
Жанрове різноманіття колекції живопису, графіки, скульптури і прикладного мистецтва майстрів краю — результат науково-дослідної і збиральницької роботи фахівців музею, їх багаторічного творчого співробітництва з місцевою організацією Спілки художників України, з численними представниками інтелігенції, небайдужими до долі вітчизняного мистецтва.

## Виноски
1. ↑  стаття Luhansk-invites [Архівовано 2 лютого 2011 у Wayback Machine.] на ресурс «Вікі-Освіта» [Архівовано 16 травня 2010 у Wayback Machine.]
2. ↑  (за матеріалами Л. Борщенко, директора музею) Луганський обласний художній музей [Архівовано 28 вересня 2008 у Wayback Machine.] на www.prostir.museum («Музейний простір України») [Архівовано 29 липня 2009 у Wayback Machine.]
3. ↑  Історія колекції Луганського обласного художього музею[недоступне посилання з липня 2019] на Офіційна вебсторінка музею [Архівовано 12 грудня 2010 у Wayback Machine.] (рос.)